# Авианосцы типа «Жоффр»
Тип «Жоффр» (фр. Classe Joffre) — недостроенная серия французских авианосцев. Были спроектированы с участием британских конструкторов и предназначались для замены устаревшего авианосца «Беарн», уже не соответствовавшего требованиям к скорости хода. Первый авианосец этого типа, «Жоффр», был заложен в 1938 году, закладка второго корабля серии была запланирована на лето 1940 года. Однако начало Второй мировой войны и капитуляция Франции в июне 1940 года вызвали прекращение дальнейших работ по ним.

## Представители
| Название         | Судоверфь                          | Закладка                           | Спуск на воду                      | Вступление в строй                 | Судьба                             |
| ---------------- | ---------------------------------- | ---------------------------------- | ---------------------------------- | ---------------------------------- | ---------------------------------- |
| Жоффр Joffre     | AC de St. Nazaire Penhoët          | 26 ноября 1938                     | строительство отменено в июне 1940 | строительство отменено в июне 1940 | строительство отменено в июне 1940 |
| Пенлеве Painlevé | строительство отменено в июне 1940 | строительство отменено в июне 1940 | строительство отменено в июне 1940 | строительство отменено в июне 1940 | строительство отменено в июне 1940 |